# Weltervikt i fristil i brottning vid olympiska sommarspelen 2000
Herrarnas brottningsturnering i fristil i viktklassen weltervikt vid olympiska sommarspelen 2008 avgjordes den 28-30 september i Sydney i Sydney Convention and Exhibition Centre. 

## Medaljörer
| Klass      | Guld               | Silver                  | Brons                  |
| Weltervikt | Brandon Slay · USA | Moon Eui-Jae · Sydkorea | Adem Bereket · Turkiet |

## Resultat

### Förkortningar
- EF — Vinst genom förverkande, förloraren ej plancerad
- E2 — Båda brottarna diskvalificerade för brott mot reglerna
- EV — Diskvalifikation från samtliga tävlingar för brott mot reglerna
- EX — 3 varningar eller brott mot reglerna
- PA — Skada/uteblivande
- PO — Vinst efter poäng, förloraren utan teknik-poäng
- PP — Vinst efter poäng, förloraren med teknik-poäng
- SP — Teknisk överlägsenhet, 10 poängs skillnad, förloraren hade poäng
- ST — Teknisk överlägsenhet, 10 poängs skillnad, förloraren utan poäng
- TO — Vinst efter fall
- KP — Klassificeringspoäng
- TP — Tekniska poäng

### Utslagningsronder

#### Grupp 1
| Tävlande               | Vunna | Förlorade | KP | TP |
| ---------------------- | ----- | --------- | -- | -- |
| Brandon Slay (USA)     | 2     | 0         | 6  | 8  |
| Buvaisar Saitiev (RUS) | 1     | 1         | 4  | 11 |
| Plamen Paskalev (BUL)  | 0     | 2         | 2  | 3  |

| Röd              | Blå              | KP     | TP  |
| ---------------- | ---------------- | ------ | --- |
| Plamen Paskalev  | Buvaisar Saitiev | 1-3 PP | 2-8 |
| Brandon Slay     | Plamen Paskalev  | 3-1 PP | 4-1 |
| Buvaisar Saitiev | Brandon Slay     | 1-3 PP | 3-4 |

#### Grupp 2
| Tävlande                      | Vunna | Förlorade | KP | TP |
| ----------------------------- | ----- | --------- | -- | -- |
| Gennadiy Laliyev (KAZ)        | 2     | 0         | 6  | 7  |
| Pejman Dorostkar (IRI)        | 1     | 1         | 4  | 4  |
| Tümen-Ölziin Mönkhbayar (MGL) | 0     | 2         | 0  | 0  |

| Röd                     | Blå                     | KP     | TP  |
| ----------------------- | ----------------------- | ------ | --- |
| Tümen-Ölziin Mönkhbayar | Gennadiy Laliyev        | 0-3 PO | 0-4 |
| Pejman Dorostkar        | Tümen-Ölziin Mönkhbayar | 3-0 PO | 3-0 |
| Gennadiy Laliyev        | Pejman Dorostkar        | 3-1 PP | 3-1 |

#### Grupp 3
| Tävlande                   | Vunna | Förlorade | KP | TP |
| -------------------------- | ----- | --------- | -- | -- |
| Ruslan Khinchagov (UZB)    | 2     | 0         | 7  | 14 |
| Elshad Allahverdiyev (AZE) | 1     | 1         | 4  | 10 |
| Jannie du Toit (RSA)       | 0     | 2         | 2  | 6  |

| Röd                  | Blå                  | KP     | TP   |
| -------------------- | -------------------- | ------ | ---- |
| Ruslan Khinchagov    | Jannie du Toit       | 4-1 SP | 11-1 |
| Elshad Allahverdiyev | Ruslan Khinchagov    | 1-3 PP | 2-3  |
| Jannie du Toit       | Elshad Allahverdiyev | 1-3 PP | 5-8  |

#### Grupp 4
| Tävlande               | Vunna | Förlorade | KP | TP |
| ---------------------- | ----- | --------- | -- | -- |
| Adem Bereket (TUR)     | 2     | 0         | 6  | 6  |
| Guram Mchedlidze (GEO) | 1     | 1         | 3  | 3  |
| Árpád Ritter (HUN)     | 0     | 2         | 1  | 2  |

| Röd              | Blå              | KP     | TP  |
| ---------------- | ---------------- | ------ | --- |
| Guram Mchedlidze | Árpád Ritter     | 3-0 PO | 3-0 |
| Adem Bereket     | Guram Mchedlidze | 3-0 PO | 3-0 |
| Árpád Ritter     | Adem Bereket     | 1-3 PP | 2-3 |

#### Grupp 5
| Tävlande             | Vunna | Förlorade | KP | TP |
| -------------------- | ----- | --------- | -- | -- |
| Moon Eui-Jae (KOR)   | 3     | 0         | 10 | 21 |
| Alik Muzayev (UKR)   | 2     | 1         | 8  | 20 |
| Marcin Jurecki (POL) | 1     | 2         | 6  | 12 |
| Rein Ozoline (AUS)   | 0     | 3         | 1  | 3  |

| Röd            | Blå          | KP     | TP   |
| -------------- | ------------ | ------ | ---- |
| Marcin Jurecki | Rein Ozoline | 4-0 ST | 10-0 |
| Alik Muzayev   | Moon Eui-Jae | 1-3 PP | 1-5  |
| Marcin Jurecki | Alik Muzayev | 1-3 PP | 1-3  |
| Rein Ozoline   | Moon Eui-Jae | 0-4 ST | 0-11 |
| Marcin Jurecki | Moon Eui-Jae | 1-3 PP | 1-5  |
| Rein Ozoline   | Alik Muzayev | 1-4 SP | 3-16 |

#### Grupp 6
| Tävlande                | Vunna | Förlorade | KP | TP |
| ----------------------- | ----- | --------- | -- | -- |
| Alexander Leipold (GER) | 3     | 0         | 9  | 14 |
| Nasir Gadzihanov (MKD)  | 2     | 1         | 7  | 8  |
| Yosmany Romero (CUB)    | 1     | 2         | 4  | 4  |
| Radion Kertanti (SVK)   | 0     | 3         | 2  | 4  |

| Röd               | Blå              | KP     | TP  |
| ----------------- | ---------------- | ------ | --- |
| Alexander Leipold | Yosmany Romero   | 3-1 PP | 4-1 |
| Radion Kertanti   | Nasir Gadzihanov | 1-3 PP | 2-3 |
| Alexander Leipold | Radion Kertanti  | 3-0 PO | 5-0 |
| Yosmany Romero    | Nasir Gadzihanov | 0-3 PO | 0-3 |
| Alexander Leipold | Nasir Gadzihanov | 3-1 PP | 5-2 |
| Yosmany Romero    | Radion Kertanti  | 3-1 PP | 3-2 |

### Utslagningsträd
|  | Kvartsfinaler           | Kvartsfinaler           |                    |                    | Semifinaler        | Semifinaler |  |  | Final | Final |
|  |                         |                         |                    |                    |                    |             |  |  |       |       |
|  | 29 september            |                         |                    |                    |                    |             |  |  |       |       |
|  |                         |                         |                    |                    |                    |             |  |  |       |       |
|  | Brandon Slay (USA)      | 2                       |                    |                    |                    |             |  |  |       |       |
|  | Brandon Slay (USA)      | 2                       | 29 september       |                    |                    |             |  |  |       |       |
|  | Gennadiy Laliyev (KAZ)  | 2                       |                    |                    |                    |             |  |  |       |       |
|  | Gennadiy Laliyev (KAZ)  | 2                       | Brandon Slay (USA) | 3                  |                    |             |  |  |       |       |
|  |                         |                         | Brandon Slay (USA) | 3                  |                    |             |  |  |       |       |
|  |                         | Adem Bereket (TUR)      | 1                  |                    |                    |             |  |  |       |       |
|  | Ruslan Khinchagov (UZB) | Adem Bereket (TUR)      | 1                  | 2                  |                    |             |  |  |       |       |
|  | Ruslan Khinchagov (UZB) |                         | 30 september       | 2                  |                    |             |  |  |       |       |
|  | Adem Bereket (TUR)      | 5                       |                    |                    |                    |             |  |  |       |       |
|  | Adem Bereket (TUR)      | 5                       | Brandon Slay (USA) | 0                  |                    |             |  |  |       |       |
|  |                         |                         | Brandon Slay (USA) | 0                  |                    |             |  |  |       |       |
|  |                         | Alexander Leipold (GER) | 4                  |                    |                    |             |  |  |       |       |
|  | Moon Eui-Jae (KOR)      | Alexander Leipold (GER) | 4                  |                    |                    |             |  |  |       |       |
|  |                         |                         |                    |                    |                    |             |  |  |       |       |
|  | Bye                     |                         |                    |                    |                    |             |  |  |       |       |
|  | Moon Eui-Jae (KOR)      | 1                       | Bronsmatch         | Bronsmatch         |                    |             |  |  |       |       |
|  | Moon Eui-Jae (KOR)      | 1                       | Bronsmatch         | Bronsmatch         |                    |             |  |  |       |       |
|  |                         | Alexander Leipold (GER) | 3                  |                    |                    |             |  |  |       |       |
|  | Alexander Leipold (GER) | Alexander Leipold (GER) | 3                  |                    | Adem Bereket (TUR) | 0           |  |  |       |       |
|  | Alexander Leipold (GER) |                         |                    |                    | Adem Bereket (TUR) | 0           |  |  |       |       |
|  | Bye                     |                         |                    | Moon Eui-Jae (KOR) | 3                  |             |  |  |       |       |
|  | Bye                     |                         |                    | Moon Eui-Jae (KOR) | 3                  |             |  |  |       |       |
|  |                         |                         |                    |                    |                    |             |  |  |       |       |
|  |                         |                         |                    |                    |                    |             |  |  |       |       |